# Zlín
Zlín (v letih 1949–90 Gottwaldov) je mesto v Zlinskem okraju na jugovzhodnem Moravskem, Češka, ob reki Drevnice, 49,23° severno in 17,65° vzhodno. Število prebivalcev je v letu 2003 štelo 81.100 ljudi in se postopno zmanjšuje. V mestu ima od leta 2000 sedež Univerza Tomaša Bate (UTB), že od prej pa je v Zlinu mestno gledališče in filharmonija (Městské divadlo a Filharmonie Bohuslava Martinů), muzej jugovzhodne Moravske, kabinet filmske zgodovine, več galerij itd. 
Prvi pisni viri o Zlinu izhajajo iz leta 1332. Ko je Tomáš Baťa leta 1894 tu ustanovil tovarno čevljev, se je mesto zelo povečalo. Njegova tovarna je v 1. svetovni vojni zalagala avstro-ogrsko vojsko. Tomaševega sina Thomasa so nacisti leta 1938 pregnali. Ker so po 2. svetovni vojni podjetje Bata nacionalizirali, je Thomas odšel v Kanado, kjer je ustanovil novo podjetje. Tam je zraslo novo mesto Batawa.
Leta 1948 so Zlin združili z več okoliškimi kraji v mesto z novim imenom Gottwaldov, po prvem komunističnem predsedniku Češkoslovaške Klementu Gottwaldu. Leta 1990 so mesto nazaj preimenovali v Zlin.
Lastnik tovarne Bata je prvi uvedel maloprodajne cene, ki so malo nižje od naslednje »cele« številke. Na primer 199,00. 2950,00, ... Od tu izraz »Batine cene«.
V Zlinu za javni promet uporabljajo trolejbuse.
- »Batov nebotičnik« v konstruktivističnem slogu